# 彭彥充
彭彥充（1430年—？），字仲英，江西吉安府安福縣人，明朝政治人物。進士出身。

## 生平
江西鄉試第四名。天順元年（1457年）參加丁丑科會試第四名，殿試登進士第二甲第六名。

## 家族
曾祖彭伯樞、祖父彭同升，贈刑部主事、父亲彭貫，曾任浙江僉事。